# Harder, Better, Faster, Stronger
Harder, Better, Faster, Stronger — один из хитов группы Daft Punk, вошедший в их второй студийный альбом Discovery (2001), и использованный в аниме-мюзикле «Interstella 5555». Песня практически полностью построена на семпле из песни Эдвина Бёрдсонга (англ. Edwin Birdsong) «Cola Bottle Baby».
В 2007 году американский рэпер Канье Уэст совместно с Daft Punk сделали ремейк на песню. Трек получил название «Stronger». Он вошёл в саундтреки к фильмам «Никогда не сдавайся» и «Мальчишник 2: Из Вегаса в Бангкок».
Использована в мультфильме «Ральф».
Также была использована в третьей серии мультсериала "Дикий Сланец", но была убрана в 2024 году из-за авторских прав.
В 2009 году на 51-й церемонии «Грэмми» данный трек получил премию в номинации «Лучшая танцевальная запись».

## Список композиций
| №                   | Название                                                      | Музыка              | Длительность |
| ------------------- | ------------------------------------------------------------- | ------------------- | ------------ |
| 1.                  | «Harder, Better, Faster, Stronger»                            |                     | 3:43         |
| 2.                  | «Harder, Better, Faster, Stronger» (Breakers Break remix)     | Dominique Torti     | 4:38         |
| 3.                  | «Harder, Better, Faster, Stronger» (The Neptunes remix)       |                     | 5:12         |
| 4.                  | «Harder, Better, Faster, Stronger» (Pete Heller's stylus mix) |                     | 9:14         |
| Общая длительность: | Общая длительность:                                           | Общая длительность: | 22:47        |

| №                   | Название                                                     | Длительность |
| ------------------- | ------------------------------------------------------------ | ------------ |
| 1.                  | «Harder, Better, Faster, Stronger (Alive 2007)» (radio edit) | 3:34         |
| 2.                  | «Harder, Better, Faster, Stronger (Alive 2007)» (extended)   | 4:43         |
| 3.                  | «Harder, Better, Faster, Stronger (Alive 2007)» (video)      | 3:25         |
| Общая длительность: | Общая длительность:                                          | 11:42        |

## Чарты
| Чарт (2001)                       | Высшая позиция |
| --------------------------------- | -------------- |
| Бельгия/Фландрия (Ultratip)       | 8              |
| Бельгия/Валлония (Ultratop 50)    | 38             |
| Франция (SNEP)                    | 17             |
| Ирландия (IRMA)                   | 38             |
| Швейцария (Schweizer Hitparade)   | 70             |
| Великобритания (UK Singles Chart) | 25             |
| Великобритания (UK Dance Chart)   | 3              |
| США (Billboard Dance Club Songs)  | 3              |

| Чарт (2021)                                | Высшая позиция |
| ------------------------------------------ | -------------- |
| США (Billboard Hot Dance/Electronic Songs) | 11             |
| Венгрия (Single Top 40)                    | 37             |

| Чарт (2007–2008)                | Высшая позиция |
| ------------------------------- | -------------- |
| Австралия (ARIA)                | 43             |
| Австрия (Ö3 Austria Top 40)     | 58             |
| Бельгия/Фландрия (Ultratop 50)  | 16             |
| Бельгия/Валлония (Ultratop 50)  | 17             |
| Франция (SNEP)                  | 19             |
| Швейцария (Schweizer Hitparade) | 50             |

| Чарт (2008)                    | Позиция |
| ------------------------------ | ------- |
| Belgium (Ultratop 50 Flanders) | 86      |
| Belgium (Ultratop 50 Wallonia) | 72      |

## Сертификации
| Регион                                                                      | Сертификация | Продажи |
| --------------------------------------------------------------------------- | ------------ | ------- |
| Великобритания (BPI)                                                        | Золотой      | 400 000 |
| Данные о продажах + прослушиваниях приведены только на основе сертификации. |              |         |